# 托特纳姆热刺队球迷

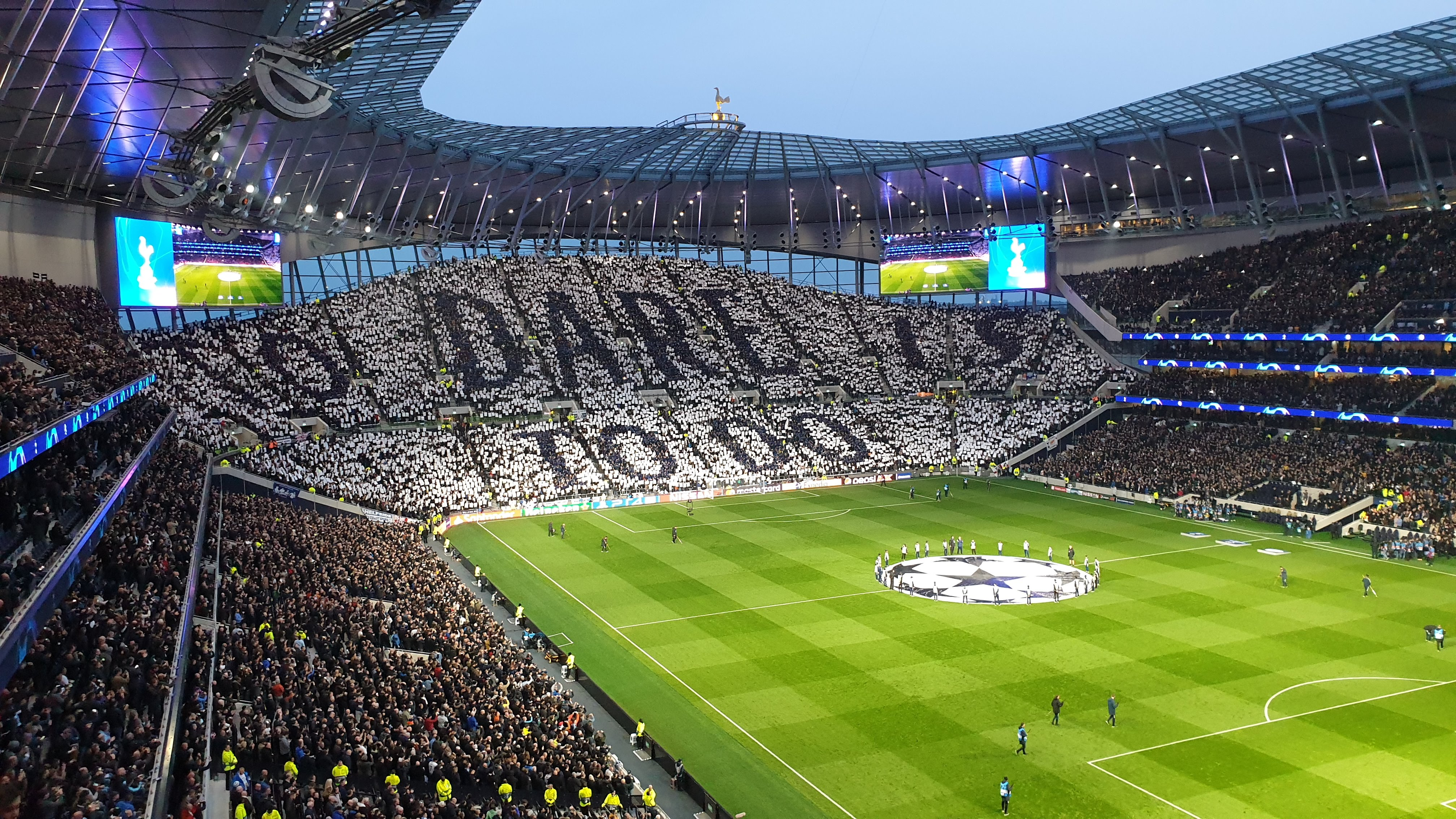
熱刺的支持者在托定咸熱刺球場展示球隊標語「To Dare Is to Do」

托特纳姆热刺足球俱乐部在英格兰有众多球迷。起初，只有北伦敦和伦敦周围各郡的球迷支持托特纳姆热刺，但现在热刺的球迷群体已扩展至全球，热刺拥趸遍及全世界。英超联赛各队中，热刺的上座率一直名列前茅，还保持着最高上座率纪录。热刺球迷会将主队与长期以来的死敌阿森纳足球俱乐部进行的北倫敦打吡视作最重要的比赛。
托特纳姆热刺球迷群体活跃，为了给球队助威或与其他球迷联谊而组成了一些球迷组织。他们还会主動与俱乐部接触，並就各类问题对俱乐部施加影响。他们還会出版球迷杂志，建立球迷网站、论坛以及博客，而這一切都是关于自己所爱的俱乐部的。

## 人口构成
传统的热刺球迷基本都来自北伦敦地区以及附近的其他郡，如赫特福德郡和埃塞克斯郡郡部分地区。牛津互联网学会曾在2012-13赛季期间利用推特数据制成了英超联赛各俱乐部球迷所在地地图，地图显示，在推特上，热刺在伦敦的11个自治市镇都是最受欢迎的俱乐部，这些自治市镇大多位于北伦敦地区，囊括了大约60个邮政区；而阿森纳则仅在3个伦敦自治市镇最受欢迎，范围涵盖了25个邮政区。但是後來足球俱乐部的地方性变得愈发不重要，2008年的一次调查显示，只有27%的球迷会因为某一俱乐部的主场位于自家附近而首次到场观赛。调查结果的平均值是，到场观赛的俱乐部支持者住址和俱乐部主场的距离在45至50英里之间。
尽管足球在传统观念里一直都是工人阶级的运动，但热刺支持者中有四分之三的人都可被划入中產階級之列。2007年时，热刺球迷中有30%的年收入超过50000英镑，而热刺球迷群体的平均年薪则是45000英镑，当时，全英平均年薪的中位数约为20000英镑。热刺俱乐部位于伦敦一大族裔繁杂、人口贫穷之区域——哈林蓋區的诺森伯兰公园地区，但2007和2008年代普查结果表明，到现场观看热刺比赛的球迷中只有8%-9%的人不是白人，但这还是要高于全英平均值（6%）。热刺的球迷群体也主要是男性，2007/2008年的普查结果表明，热刺球迷中只有11%-13%的人是女性，而英超俱乐部在这一项上的平均值是15%。观赛开支也影响了到现场看球的球迷的年龄分化，年轻球迷因愈发高昂的票价而不再到场观赛。进入英超时期后，热刺比赛的票价大涨，在2018-2020这两个赛季，其赛季套票价格一直是英超最高的。据估计，2016年热刺赛季套票持有者的平均年龄为43岁，且这一数据还在上升。
对热刺球迷总规模的估算说法不一，热刺俱乐部自称在全英拥有三百万球迷，另有1.8 亿国际球迷关注球队动态。据称这其中有8000万人位于亚洲，中国的热刺球迷总数接近4500万，俱乐部Facebook主页关注者中，印尼人最多（2014年数据）。
歷史上熱刺有眾多支持者是猶太人。1984年開始，有三位熱刺球會主席是猶太人。